# Kurt Koffka

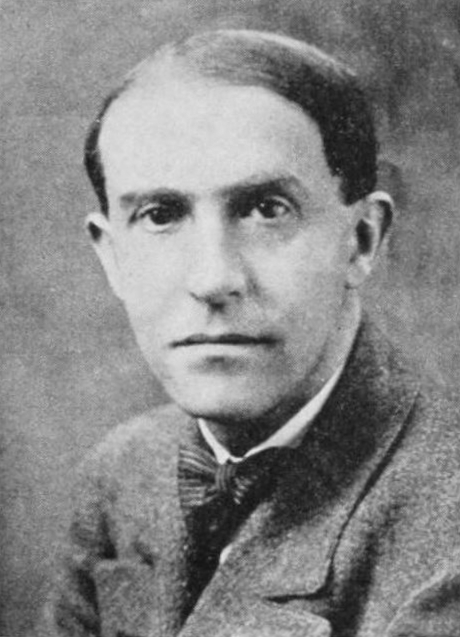
Kurt Koffka

Kurt Koffka (* 18. März 1886 in Berlin; † 22. November 1941 in Northampton, Massachusetts) war ein deutscher Psychologe. Er zählt mit Max Wertheimer und Wolfgang Köhler zu den Begründern der Gestaltpsychologie bzw. der Gestalttheorie.

## Leben
Koffka wurde in der Wohnung seiner Eltern in der Wilhelmstraße 139 geboren. Seine Eltern waren der Rechtsanwalt Emil Koffka und die Henriette Louise geb. Levy. Die Familie war evangelisch, aber jüdischer Herkunft. Von 1892 bis 1903 besuchte Koffka das Wilhelms-Gymnasium in Berlin, anschließend ging er für zwei Jahre zum Studium nach Edinburgh. 1904 nahm er sein Psychologiestudium an der Universität Berlin auf, wo er 1909 bei Carl Stumpf über Tonpsychologie promovierte. 1910 kam es zu einem ersten Treffen mit Wertheimer und Köhler und zu ersten Diskussionen über die gerade entstehende Gestalttheorie. 1911 habilitierte sich Koffka an der Universität Gießen mit der Untersuchung „Zur Analyse der Vorstellungen und ihrer Gesetze“ und unterrichtete hier bis 1927 – zunächst als Privatdozent und ab 1918 als außerordentlicher Professor.
1921 gründete Koffka zusammen mit Max Wertheimer, Wolfgang Köhler, Kurt Goldstein und Walter Gruhle die Zeitschrift Psychologische Forschung, die in weiterer Folge zum bedeutendsten Publikationsorgan gestalttheoretischer Forschungsarbeiten werden sollte. Ebenfalls 1921 erschien sein Buch „Die Grundlagen der psychischen Entwicklung“, in dem er eine Entwicklungspsychologie des Kindes auf gestalttheoretischer Grundlage vorstellte; die 1924 erschienene englische Übersetzung trug maßgeblich zum Bekanntwerden der Gestaltpsychologie in den USA bei. 1922 stellte Koffka die Gestalttheorie in einem Artikel des Psychological Bulletin in den USA vor. 1924 nahm er eine Gastprofessur an der Cornell University wahr, von 1927 an bis zu seinem frühen Tod unterrichtete er als Forschungsprofessor am Smith College. 1934 wurde er in die American Academy of Arts and Sciences gewählt.
Als sein Hauptwerk gilt die systematische Darstellung der Gestalttheorie in seinem zum Klassiker gewordenen Buch „Principles of Gestalt Psychology“ (1935), von dem inzwischen einige Kapitel auch in einer deutschen Buchfassung vorliegen.
Im Jahre 1909 hatte Koffka Mira Klein geheiratet. Die Ehe wurde 1923 geschieden. In zweiter Ehe war er mit Elisabeth Ahlgrimm verheiratet. Koffkas jüngerer Bruder war der Jurist und Schriftsteller Friedrich Koffka.
Seit 2007 verleiht der Fachbereich Psychologie und Sportwissenschaft der Justus-Liebig-Universität Gießen jährlich die Kurt-Koffka-Medaille an international herausragende Forscher für exzellente Forschung im Bereich der Wahrnehmungs- und/oder Entwicklungspsychologie.

## Ausgewählte Schriften
- 1909: Experimental-Untersuchungen zur Lehre vom Rhythmus. Zeitschrift für Psychologie, 52, 1–109.
- 1921: Die Grundlagen der psychischen Entwicklung. Osterwieck a. Harz: A. W. Zickfeldt.
- 1922: Perception: An introduction to the Gestalt-theorie. Psychological Bulletin, 19, 531–585.
- 1924: The Growth of the Mind. [Englische Übersetzung der Grundlagen der psychischen Entwicklung]
- 1935: Principles of Gestalt Psychology. (Die ersten drei Kapitel dieses Hauptwerks von Kurt Koffka sind inzwischen in deutscher Übersetzung in der Zeitschrift Gestalt Theory sowie im Sammelband Koffka 2009 erschienen.)
- 2009: Kurt Koffka – Zu den Grundlagen der Gestaltpsychologie: Ein Auswahlband. Herausgegeben und eingeleitet von Michael Stadler. Wien: Verlag Krammer. ISBN 978-3-901811-41-8

## Belege
1. ↑  Geburtsregister StA Berlin II Nr. 307/86.
2. ↑  Heiratsregister StA Berlin II Nr. 287/84.
3. ↑  Diese und nachfolgende biografische Angaben nach Michael Stadler, „Kurzbiographie von Kurt Koffka“, in: Koffka 2009, S. 211.
4. ↑  Perception: An introduction to the Gestalt-theorie (1922).
5. ↑  Kurt Koffka 2009: Zu den Grundlagen der Gestaltpsychologie: Ein Auswahlband. Herausgegeben von Michael Stadler. Wien: Verlag Krammer. ISBN 978-3-901811-41-8
6. ↑  Elisabeth Ahlgrimm Koffka (1896–1994) war u. a. als Geschichte-Professorin am Smith College tätig. Zu ihrem Lebenslauf siehe die Elisabeth Koffka Papers.
7. ↑  Barbara Hartlage-Laufenberg, Zwei Juristen, zwei Literaten, zwei Juden – Friedrich Koffka und Kurt Messow. In: Neue Juristische Wochenschrift, Heft 11/2013, S. 748.
8. ↑  Universität Gießen: Kurt-Koffka-Medaille

| Personendaten    | Personendaten              |
| ---------------- | -------------------------- |
| NAME             | Koffka, Kurt               |
| KURZBESCHREIBUNG | deutscher Psychologe       |
| GEBURTSDATUM     | 18. März 1886              |
| GEBURTSORT       | Berlin                     |
| STERBEDATUM      | 22. November 1941          |
| STERBEORT        | Northampton, Massachusetts |